# Пробудження Сили від дрімоти
«Пробудження Сили від дрімоти» (англ. The Force Awakens from Its Nap) — короткометражний анімаційний фільм на основі мультсеріалу «Сімпсони». Вироблено Gracie Films і 20th Television Animation для стримінґової платформи «Disney+». Це третя короткометражка «Сімпсонів» і перший мультфільм-кросовер «Сімпсонів» з іншими франшизами «Disney».
Короткометражка пов'язана із всесвітом «Зоряних війн». Прем'єра короткометражки відбулася у день «Зоряних війн», 4 травня 2021 року на «Disney+».

## Сюжет
Мардж Сімпсон відводить Меґґі до ясел імені Айн Ренд, але дівчинка відмовляється. Тому мати відвозить її до підготовчої школи джедаїв імені Джабби Гатта.
Мардж залишає доньку генерала Грівуса, який бере і викидає соску Меґґі. Дівчинка впадає в паніку, але до неї підходить BB-8, який хоче допомогти їй повернути соску. У наступній кімнаті школи роботу вдалося знайти і віддати Меґґі соску.
Раптово малюк Джеральд, одягнений як Дарт Мол, встромляє ножа у спину BB-8. Меґґі та Джеральд починають битися. Меґґі використовує подовжену свою соску як світловий меч.
Під час бою Джеральд використовує Силу, і розчавлює Меґґі шафою. На місце події прибуває ще живий BB-8, і несподівано Меґґі вилітає з-під шафи з вухами Йоди. BB-8 дивується, а Меґґі показує правила «Зоряних війн», згідно яких улюблені герої ніколи насправді не вмирають.
У фінальній сцені Меґґі та BB-8 спостерігають за заходом сонць.
У сцені під час титрів показано пригоди інших Спрінґфілдців у всесвіті «Зоряних війн».

## Виробництво
У січні 2021 року продюсер «Сімпсонів» Джеймс Брукс висунув ідею створити серію короткометражок для «Disney+». Оскільки «Сімпсони» були хітом на «Disney+», Брукс запропонував зробити мультфільми-кросовери з іншими франшизами «Disney».
Виконавчий продюсер мультсеріалу Ел Джін вирішив зробити першою короткометражку на тему «Зоряних війн».
І «Lucasfilm», і «Disney+» виявили ентузіазм щодо цієї ідеї, і попросили команду «Сімпсонів» підготувати короткометражку до 4 травня 2021 року, коли святкується день «Зоряних війн».

### Сценарій
Перший начерк сценарію був готовий до 18 січня 2021 року. Сценаристи і режисер тісно співпрацювали з «Lucasfilm» впродовж всієї розробки короткометражки, вносячи пропозиції і стежачи за тим, щоб команда «Сімпсонів» використовувала весь світ своїх персонажів. Короткометражку було завершений 30 квітня, за чотири дні до дати її виходу.
Серед численних персонажів, у короткометражці не з'явився Ґроґу (більш відомий як Малюк Йода); він лише згадується. Джіну здалося, що цей персонаж, мабуть, найзатребуваніший у «Disney», тому вони не хотіли, щоб він був надмірно експонованим.
У процесі редагування сценарію було вирізано сцену, в якій батьки, включаючи Мандалорця, забирали б своїх дітей.

## Культурні відсилання
- Коли Меґґі на початку відмовляється іти до ясел імені Айн Ренд, це є відсиланням до першої короткометражки «Сімпсонів», «Найдовший день Меґґі» (англ. «The Longest Daycare»), за сюжетом якої Мардж так само залишила Меґґі у яслах, де відбувались основні події.
  - Як і у «Найдовшому дні Меґґі», дівчинка протистоїть малюкові Джеральду.
- В одній короткій сцені представлена дошка з написом на мові ауребеш, який у перекладі звучить як: «Хороша робота, ботани, Ви це зрозуміли» (англ. «Good job nerds, you figured it out.»)[6].
- Правила «Зоряних війн»[7]:
  - «Улюблені герої ніколи насправді не вмирають» (англ. «Beloved characters never really die.»)
  - «Жодних поручнів» (англ. No handrails.»)
  - «Дроїдів не потрібно підключати» (англ. «Droids do not need to be plugged in.»)
  - «Кожен епізод повинен мати принаймні 2 заходи сонця» (англ. «Every episode must have at least 2 sunsets.», хоча насправді є винятки).

## Відгуки
Джон Шварц із сайту «Bubbleblabber» оцінив короткометражку на 9/10, описавши це як: «дуже короткий епізод пропонує величезну кількість вражень від того, що він містить відгомін майже до всього із власності „Зоряних війн“». Йому сподобалась «епічна битва на світлових мечах, яка закінчується досить несподівано», що, на думку Шварца, мали мати продовження. Він також зауважив, що сценарист короткометражка «частково написана Майклом Прайсом, що є ідеальним вибором, враховуючи те, що давній продюсер „Сімпсонів“ також є енциклопедією „Зоряних війн“, і робив інші пародії для різних мереж».
Майк Селестіно з «Laughing Place» написав у своїй рецензії, що, хоча мультфільм «коротший за два інші [„Найдовший день Меґґі“ і „Час грати з долею”], але, безумовно, не менш кумедний».
Водночас, видання «CBR» назвало короткометражку найгіршою з усіх короткометражок «Сімпсонів» за участі Меґґі Сімпсон назвавши фільм «сходинкою униз».
У липні 2021 року короткометражку номіновано на премію «Еммі» у категорії «Найкращий анімаційний короткометражний продукт».